# ふるさと元気隊
『ふるさと元気隊』（ふるさとげんきたい）は、エフエム岩手のラジオ番組である。2010年10月開始。

## 概要
- 2010年に開局25周年を迎えたエフエム岩手が、雇用創出事業の基金を活用して久慈支局、八幡平支局、遠野支局を新設し、ふるさとをテーマにした情報番組として各市からの情報を発信することとした。放送開始当初は遠野支局のみ支局内スタジオからの放送で、久慈・八幡平の両支局は本社スタジオからの放送であった。また月曜日から水曜日までの12:00-12:55での放送であったが、2011年度からは12時台の放送に加え、15時台での放送枠も新設された。
- 15時台での放送は当初、釜石支局からはじまり、その後は紫波支局、盛岡支局（2012年4月に木曜日12時台に枠移動）、平泉支局、北上支局からの放送枠も新設されていった。
- さらに2013年7月からは、金曜10時台に一戸支局からの放送枠が新設された。月1回放送の『ふるさと元気隊総合研究所』を除くと、午前中の放送枠設置はこれが初である。[1]
- 2014年6月には、10番目の支局・岩泉支局および11番目の支局・九戸支局が開設され、翌7月よりそれぞれ火曜10時台・水曜9時台に放送枠が新設される。
- 2015年3月末をもって、遠野・八幡平・紫波の各支局において、ふるさと元気隊として初の番組終了および支局閉鎖、それに伴い翌月より放送枠変更が行われた。また「元気総研」も放送枠変更となった。
- 2016年3月末をもって、北上・盛岡・平泉の各支局において番組終了および支局閉鎖。釜石支局は番組終了。[2]「元気総研」も再度放送枠変更。
- 2017年4月より、久慈支局・岩泉支局枠が縮小、釜石支局が制作に復帰[3]。「元気総研」も再度放送枠変更。同年9月、平泉支局が再開局される。
- 2018年3月をもって岩泉支局の番組が終了、合わせて支局閉鎖。「元気総研」も再度放送枠変更。
- 2020年3月をもって釜石支局・一戸支局・「元気総研」の放送が終了、合わせて支局閉鎖。
- 2021年3月をもって九戸支局の放送が終了、合わせて支局閉鎖。

## 放送時間
2021年4月現在
- （12時台）月曜 12:00 - 12:30 / 12:45 - 12:55[4]
  - エフエム岩手の平日12時台に自社製作の帯番組が組まれるのは、2004年9月30日まで盛岡市菜園のパルクアベニューカワトクから放送されていた『ひるらじクロスストリート』以来6年ぶりとなった。

過去の放送枠
- 15時台 - 火曜は放送開始 - 2014年3月は15:55終了、2014年4月 - 2015年3月は15:45終了、2015年4月 - 2017年3月は15:40終了、2017年4月 - 2018年3月は15:30終了であった。水曜は放送開始 - 2014年3月は15:45終了であった。放送開始 - 2016年3月は月曜・木曜 15:00 - 15:55、水曜 15:00 - 15:30にも放送していた。
- 2014年7月 - 2015年3月は火曜 10:00 - 10:40、水曜 9:00 - 9:55にも放送されていたが、支局減少のため枠移動となった。
- 2013年7月 - 2020年3月は金曜 10:00 - 10:40にも放送されていた。
- 2015年4月 - 2021年3月は水曜 12:00 - 12:45にも放送されていた。

## 番組一覧
月曜日 - ふるさと元気隊Monday
- 12時台前半 - 『世界遺産ひらいずみ』（第2期・平泉支局） 2017年9月開始
  - 支局が置かれる宿泊交流体験施設「浄土の館」内「浄土の館スタジオ」より放送。
- 12時台後半 - 『くじぃくじ〜く　ちょぺっと』（久慈支局）2017年4月開始

火曜日 - ふるさと元気隊Tuesday
- 2020年4月より放送枠なし。

水曜日 - ふるさと元気隊Wednesday
- 2021年4月より放送枠なし。

木曜日 - ふるさと元気隊Thursday
- 2016年4月より放送枠なし。

金曜日 - ふるさと元気隊Friday
- 2020年3月より放送枠なし。

元気総研
- 『ふるさと元気隊総合研究所』：略称「元気総研」（毎月最終日曜日19:00 - 19:55）
  - 2012年5月31日開始。開始当初は毎月最終木曜日9:00 - 9:55に生放送。元FM岩手アナウンサーで当時フリーだった古賀徹（現ふくしまFMアナウンサー）が初代研究所長を務め、FM岩手アナウンサーの阿部沙織・渡辺真理子が研究員を、岩手大学理事兼副学長の丸山仁が顧問を務める。各支局からも研究支局員として交代で出演する。
  - 2013年4月より、フリーパーソナリティで元遠野支局員の黒沢牧子が2代目所長を務めている。古賀前所長は福島研究所に異動したことになっている。
  - 2015年3月を以って、FM岩手アナウンサーで研究員の渡辺真理子が静岡研究支局へ異動。4月より同じくアナウンサーの鈴木清恵が後任を務める。また同月より毎月最終日曜日の収録放送に変更された。

- いわて音ラボ～元気総研（毎月最終月曜日15:00 - 15:25）
  - 2016年4月より、上記の「元気総研」が毎月最終火曜日12:00 - 12:25に枠変更の上リニューアル。前番組同様、音にこだわって岩手を探求するコンセプトは変わらない。2017年4月より毎月最終月曜日15:00 - 15:25に移動。

- いいね!ふるさと～元気総研（毎月最終火曜日12:25 - 12:55）
  - 2018年4月よりタイトルと放送時間を変更。

デイリー・エネ・パーティ
- 平日夕方の生ワイド番組「Posh!」内の1コーナー。毎週月 - 水の16:10頃から10分程度、各支局より日替わりで番組情報などをPRする。
- 開始当初は翌日に放送がある支局が出演していたが、支局増加に伴い例外も発生している。

### 終了した番組
- 『ウイークエンド元気隊』（金曜日12:50 - 12:55および14:40 - 14:45に放送されていた）
- 『HAPPY八幡平』（八幡平支局）：2010年10月 - 2015年3月
  - 火曜日12時台に、エフエム岩手本社スタジオより放送。支局は八幡平市大更に所在した。
- 『紫波こびるFM』（紫波支局）：2011年4月 - 2015年3月
  - 火曜日15時台に、エフエム岩手本社スタジオより放送。支局も本社内に所在した。
- 『遠野ずもなFM』（遠野支局） ：2010年10月 - 2015年3月
  - 水曜日12時台に、支局内「カッパスタジオ」より放送。
- 『きたかみさくら咲クラジオ』（北上支局）：2012年4月16日 - 2016年3月
  - 月曜日15時台に、さくらホールスタジオより放送。支局は北上市新穀町に所在した。同社の県南支局も新穀町に所在しているが、別の場所にあった[5]。
- 『釜石やっぺしFM』（釜石支局）2011年4月 - 2016年3月
  - 水曜日15時台に、支局が入居しているサン・フィッシュ釜石内のサテライトスタジオより放送。放送終了後も支局は継続。
- 『盛岡さんさFM』（盛岡支局）2011年 - 2016年3月
  - 開始当初は月曜日15時台の放送。2012年4月5日に木曜日12時台に枠移動。
  - 開局から2013年3月までは、FM岩手本社向かいの盛岡市役所内丸分庁舎内に入居するもりおか復興支援センター3Fに所在した。翌月より2015年3月までは肴町商店街振興組合事務所1Fに所在した。本社に近接した場所に所在しているが、開局当初から本社内に移転するまで支局内の専用スタジオ「さっこらスタジオ」より放送していた。2015年4月に支局が本社内に移転し、閉鎖まで本社スタジオより放送されていた。
- 『平泉ひかるFM』（第1期・平泉支局）2012年4月5日 - 2016年3月
  - 木曜日15時台に、支局内「月見坂スタジオ」より放送。
- 『くじぃくじーく』（久慈支局）2010年10月 - 2017年3月
  - 2012年4月より、やませ土風館多目的ホール内「くんのこスタジオ」より放送。
- 『岩泉龍泉洞FM』（岩泉支局）2014年7月1日 - 2018年3月27日
  - 支局内「岩泉小本スタジオ」より放送。開始当初は火曜日10時台の放送。2015年4月7日に火曜日15時台に枠移動。
- 『釜石はまっこラジオ』（釜石支局）2017年4月 - 2020年3月
  - 『釜石やっぺしFM』（前述）終了以来1年ぶりに制作に復帰。放送終了に伴い支局閉鎖。
- 10時台 - 『いちのへドッキドキFM』（一戸支局）2013年7月19日 - 2020年3月
  - イコオショッピングセンター内「花の丘スタジオ」より放送。放送終了に伴い支局閉鎖。支局はIGR一戸駅2Fに所在していた。
- 12時台 - 『政実くのへFM』（九戸支局）2014年7月2日 - 2021年3月
  - 道の駅おりつめオドデ館内「どでんスタジオ」より放送。支局は街の駅まさざね館2Fに所在。
  - 開始当初は水曜 9時台の放送。2015年4月1日に水曜 12時台に枠移動。放送終了に伴い支局閉鎖。

## 放送スタジオ
- 本番組は基本的に各支局、もしくは支局に近接した公共施設内に設置された公開スタジオからの放送となっている。但し、八幡平・紫波の各支局は盛岡の本社スタジオから放送していたほか、久慈・釜石の各支局も放送開始当初は、本社スタジオからの放送であった。[6]
- 2015年4月より、盛岡支局が本社内に移転したため（2016年3月を以って支局閉鎖）、本社スタジオからの放送となった。